# BRAVE (嵐の曲)
『BRAVE』（ブレイヴ）は、日本の男性アイドルグループ・嵐の57作目のCDシングル並びにその表題曲。2019年9月11日にJ Stormから発売された。

## 概要
前作『君のうた』から約11か月を置いて発売された。嵐のシングルにおいて、前作からの発売間隔（インターバル）が最も長い作品となっている。また、元号が令和になって初のシングルで、2020年末をもっての活動休止を発表後初のシングルとなる。
初回限定盤DVD、初回限定盤Blu-ray、通常盤の3種類で発売された。嵐のシングル作品としては初のBlu-ray付属となった。すべての形態において、カップリング曲が存在しない。これは2010年発売の『To be free』以来である。
初回限定盤DVD/Blu-rayに収録されたビデオ・クリップはマルチアングル（+1アングル）となっており、バージョン違いの映像が視聴可能である。さらに、5つの隠しボタンが存在し、各メンバーがメインのビデオ・クリップ5種類が収録されている。
初回限定盤Blu-ray Disc版には、SBMV Super Bit Mapping（ソニー株式会社が開発した階調補完技術）が採用されている。

## チャート成績
9月23日付オリコン週間シングルランキングで初登場1位。『PIKA★★NCHI DOUBLE』から46作連続、通算53作目の1位である。初週売上は、前作『君のうた』の37.3万枚を大幅に上回る、66.8万枚を記録した。また初週のみで、2016年の『Power of the Paradise』から前作『君のうた』までの累計売上を上回った。2019年度年間シングルランキングでは70.0万枚を記録し、7位を獲得した。
シングルの中では『カイト』『A・RA・SHI』『Calling/Breathless』『I seek/Daylight』に続く5番目に高い売上を記録している。
表題曲「BRAVE」はJASRACでの登録上は「外国作品」の扱いになっており、2019年度のJASRACの著作権使用料分配額（外国作品）ランキングでは総合5位にランクインされた。

## 収録曲

### CD
1. BRAVE [4:35]
作詞：Goro.T、Rap詞：櫻井翔、作曲：Fredrik “Figge” Bostrom、編曲：石塚知生
  - 日本テレビ系『ラグビーワールドカップ2019・2023[8]』、『ラグビー中継』イメージソング

シングルA面曲としては「Daylight」以来約3年ぶりに櫻井のラップがある。
2. BRAVE（オリジナル・カラオケ）
通常盤のみ収録。

### DVD/Blu-ray
※初回限定盤DVD/Blu-rayのみ
1. 「BRAVE」ビデオ・クリップ&メイキング

## 収録アルバム
- This is 嵐（#1）

## 映像作品
BRAVE
- ARASHI Anniversary Tour 5×20
- アラフェス2020 at 国立競技場